# E (Ecco2k)
E è il primo album in studio del rapper svedese Ecco2k, pubblicato il 27 novembre 2019.

## Tracce
1. AAA Powerline – 4:11
2. Peroxide – 3:34
3. Fragile – 2:54
4. Bliss Fields – 0:22
5. Fruit Bleed Juice – 1:12
6. Cc – 2:34
7. Calcium – 3:44
8. Sugar & Diesel – 3:19
9. Don't Ask – 2:20
10. Security – 2:35
11. Time – 2:01
12. Blue Eyes – 1:33
13. Life After Life (bonus track) – 2:22